# 904 км
904 км — железнодорожная казарма (тип населённого пункта) в Оричевском районе Кировской области России. Входит в состав Шалеговского сельского поселения.

## География
Расположена в центральной части региона, в подзоне южной тайги, на расстоянии примерно 10 км по прямой на запад-юго-запад от районного центра посёлка Оричи у железнодорожной линии Котельнич-Киров.

## Климат
Климат характеризуется как континентальный, умеренно холодный. Среднегодовая температура — 1,6 °C. Средняя температура воздуха самого холодного месяца (января) составляет −14,3 °C (абсолютный минимум — −45 °С); самого тёплого месяца (июля) — 17,8 °C (абсолютный максимум — 37 °С). Безморозный период длится в течение 114—122 дней. Годовое количество атмосферных осадков — 500—550 мм, из которых около 70 % выпадает в тёплый период. Снежный покров устанавливается в середине ноября и держится 160—170 дней.

## История
Населённый пункт упоминался с 1926 года как Казарма 1182 км с 3 хозяйствами и 12 жителями, с 1978 уже стал казармой 904 км, в 1989 году было 13 жителей.

## Население
| 2010 |
| ---- |
| 5    |

Постоянное население составляло 6 человек (русские 100 %) в 2002 году, 5 в 2010.

## Инфраструктура
Путевое хозяйство Кировского региона Горьковской железной дороги.

## Транспорт
В пешей доступности станция Шалегово.